# Stok (powiat puławski)
Stok – wieś w Polsce położona w województwie lubelskim, w powiecie puławskim, w gminie Końskowola.
| SIMC    | Nazwa     | Rodzaj    |
| ------- | --------- | --------- |
| 1023664 | Kąty      | część wsi |
| 1023724 | Zakierzki | część wsi |
| 1023747 | Zażuk     | część wsi |

W latach 1975–1998 miejscowość administracyjnie należała do ówczesnego województwa lubelskiego.
Wieś stanowi sołectwo gminy Końskowola. Według Narodowego Spisu Powszechnego z roku 2011 wieś liczyła 438 mieszkańców.
Wierni Kościoła rzymskokatolickiego należą do parafii Parafia św. Klemensa i św. Małgorzaty w Klementowicach. We wsi znajduje się kościół filialny pw. Świętej trójcy.

## Historia
Stok (także Stoczek w źródłach z XV i XVI wieku) notowany w roku 1380. Wieś stanowiła własność szlachecką w roku 1380 należała do spadkobierców rodu Firlejów. W latach 1452–1466 wieś była własnością Kurowskich w kluczu Kutów ich włości. Według zapisów Długosza (1470-80) dziedziczką była Katarzyna Zbąska, wdowa po Janie Głowaczowskim (Długosz L.B.t.III s.245).
W roku 1418 biskup Wojciech Jastrzębiec nowo lokowaną wieś Stok włącza do nowo erygowanej parafii Klementowice. Tym samym we wsi są stare łany kmiece z których dziesięcinę pobiera klasztor łysogórski i nowe łany kmiece z których dziesięcinę pobiera biskup. Wątpliwości co do poboru dziesięcin rozstrzyga w roku 1442 sąd polubowny który postanawia, że dziesięciny ze Stoka winny należeć jak uprzednio do biskupa i opata świętokrzyskiego.